# Acriboréa
Acriboréa est une série de bande dessinée de science-fiction écrite par Sylvain Cordurié, dessinée par Stéphane Créty et mise en couleur par Sandrine Cordurié.

## Résumé de l'histoire
2465. L'espèce humaine est obligée de s'exiler pour survivre dans le système Ruivivar. La première vague de migrants s'est installée sur la planète Acriboréa et attend, cinquante ans plus tard, la Seconde Vague composée de 12 000 000 d'immigrants. Mais les natifs de Ruivivar guettent aussi cette arrivée... Jasper Niemeyer et le colonel Nathan Palliger vont se retrouver au cœur des événements qui détermineront la survie de l'humanité.

## Albums
1. L'Incertain (2006)
2. Les Ruines de l'aréopage (2006)
3. Des millions de soleils (2007)
4. Les Nuées (2007)
5. La Directive Arca (2008)

## Publication
- Delcourt (collection Neopolis) : tomes 1 à 5 (première édition des tomes 1 à 5)